# 高橋一穂
高橋 一穂（たかはし かずほ、1953年1月18日 - ）は、日本の実業家・レーシングドライバー。愛知県出身。

## 略歴
大学を2年で中退し、19歳で日野自動車のセールスマンとなる。25歳で独立し、知り合いの会社に間借りして無店舗による中古車販売業を起業。その後、新車ディーラーに事業転換を図り、29歳で愛知県内に4店舗・年商9億円の企業（株式会社ホンダベルノ東海）にまで成長させる。1998年には名証2部に上場し、その資金で赤字のディーラーを買収して短期間で黒字化する手法で拡大を続け、2003年に現在のVTホールディングスに社名変更し、ホンダ系・日産系のディーラーや企業再生などを手掛け現在は売上高約2,000億円、従業員数3,700人以上に成長させている。

## レーシングドライバー
根っからの車好きが高じて、自らハンドルを握りオーナー兼レーサーとして参戦。60歳を過ぎても日本のトップカテゴリーであるSUPER GTに高齢ドライバーとして、由良拓也デザインのムーンクラフト・紫電を駆り、加藤寛規をパートナーに参戦している。2008年には「ミスタール・マン」の異名をとる寺田陽次郎率いる「TEAM TERRAMOS」よりル・マン24時間レースにも参戦した（ドライバーは寺田・加藤・高橋の3人で、マシンはクラージュ・無限を使用）。
高齢かつ社長兼業という事情を抱えているものの、フォーミュラカーのカテゴリ出身の若いレーシングドライバーに対して引けを取らない戦いぶりを見せる。60代にして多忙な仕事の合間を縫っての鍛錬を欠かさない遅咲きの努力家であり、中年の星、日本一のアマチュアと評されて、ファンも多い。2006年から2008年にかけてはSUPER GT・GT300クラスのシリーズチャンピオン争いに絡む活躍を見せていた。
2009年はSUPER GTの第1戦には参戦したが、本業に専念しなければならない状況となった為、第2戦からは吉本大樹が代わってステアリングを握った。2010年も濱口弘が代わりにドライブしているが、同年の第6戦・ポッカGTサマースペシャルでは久々に第3ドライバーとして登録が復活。2011年からは3年ぶりにフル参戦しており、2013年-2014年はマクラーレン・MP4-12Cを使用し、2015年からマザーシャシーを使ったロータス・エヴォーラで参戦している。高齢の関係から2019年限りでSUPER GTでのドライバー活動は終了したが、スーパー耐久等の他カテゴリでの活動は継続する方針である。

### レース戦績
- 1998年-鈴鹿1000km・鈴鹿C-GTクラス（NSX Dream28 Competition #128 愛知万博NSXドリーム28）
- 1999年-鈴鹿1000km・C-GTクラス（Dream28 #2 NSXドリーム28アメリカンR）（クラス優勝）
- 2001年-全日本GT選手権・GT300クラス＜Rd.5,6スポット参戦＞（Dream28 #2 ベルノ東海ARドリーム28NSX）（ノーポイント）
- 2002年-全日本GT選手権・GT300クラス（ベルノ東海ドリーム28 #2 ベルノ東海ARドリーム28NSX）（ランキング16位）
- 2003年-全日本GT選手権・GT300クラス（ベルノ東海ドリーム28 #2 リニューカー・ベルノ東海NSX）（ランキング14位）
- 2004年-全日本GT選手権・GT300クラス（ベルノ東海ドリーム28 #2 プリヴェチューリッヒ・クムホ NSX）（ノーポイント）
- 2005年-SUPER GT・GT300クラス（VERNO TOKAI DREAM 28 #2 Privée Zurich アップル RD320R）（ランキング14位）
- 2006年-SUPER GT・GT300クラス（Cars Tokai dream28 #2 Privée Zurich・アップル・紫電）（ランキング2位、Rd.8 オートポリス優勝）
- 2007年-SUPER GT・GT300クラス（Cars Tokai dream28 #2 プリヴェKENZOアセット・紫電）（ランキング2位、Rd.6 鈴鹿サーキット 優勝）
- 2008年-SUPER GT・GT300クラス（Cars Tokai dream28 #2 プリヴェKENZOアセット・紫電）（ランキング4位）
- 2009年-SUPER GT・GT300クラス＜Rd.1スポット参戦＞（Cars Tokai dream28 #2 プリヴェ アップル 紫電）（ランキング20位）
- 2010年-SUPER GT・GT300クラス＜Rd.6スポット参戦＞（Cars Tokai dream28 #2 アップル・K-one・紫電）（ノーポイント）
- 2011年-SUPER GT・GT300クラス（Cars Tokai dream28 #2 エヴァンゲリオンRT初号機アップル紫電）（ランキング10位）
- 2012年-SUPER GT・GT300クラス（Cars Tokai dream28 #2 エヴァンゲリオンRT初号機アップル紫電）（ランキング11位）
- 2013年-SUPER GT・GT300クラス（Cars Tokai Dream28 #2 エヴァRT初号機アップルMP4-12C）（ランキング25位）
- 2014年-SUPER GT・GT300クラス（Cars Tokai Dream28 #2 シンティアム・アップル・MP4-12C）（ランキング33位）
- 2015年-SUPER GT・GT300クラス（Cars Tokai Dream28 #2 シンティアム・アップル・ロータス）（ランキング24位）
- 2016年-SUPER GT・GT300クラス（Cars Tokai Dream28 #2 シンティアム・アップル・ロータス）（ノーポイント）
- 2017年-SUPER GT・GT300クラス（Cars Tokai Dream28 #2 シンティアム・アップル・ロータス）（ノーポイント）
- 2018年-SUPER GT・GT300クラス（Cars Tokai Dream28 #2 シンティアム・アップル・ロータス）（ノーポイント）
- 2019年-SUPER GT・GT300クラス（Cars Tokai Dream28 #2 シンティアム・アップル・ロータス）（ノーポイント）

#### 全日本GT選手権/SUPER GT
| 年     | チーム               | 使用車両                  | クラス | 1       | 2       | 3       | 4       | 5       | 6       | 7       | 8       | 9      | 順位 | ポイント |
| ------ | -------------------- | ------------------------- | ------ | ------- | ------- | ------- | ------- | ------- | ------- | ------- | ------- | ------ | ---- | -------- |
| 2001年 | ベルノ東海ドリーム28 | ホンダ・NSX               | GT300  | TAI     | FSW     | SUG     | FSW     | TRM 13  | SUZ 13  | MIN     |         |        | NC   | 0        |
| 2002年 | ベルノ東海ドリーム28 | ホンダ・NSX               | GT300  | TAI 9   | FSW 14  | SUG 4   | SEP 8   | FSW 10  | TRM Ret | MIN Ret | SUZ 9   |        | 16位 | 22       |
| 2003年 | ベルノ東海ドリーム28 | ホンダ・NSX               | GT300  | TAI 5   | FSW Ret | SUG 5   | FSW 21  | FSW 9   | TRM 19  | AUT 13  | SUZ 8   |        | 14位 | 22       |
| 2004年 | ベルノ東海ドリーム28 | ホンダ・NSX               | GT300  | TAI 18  | SUG Ret | SEP 17  | TOK 17  | TRM 14  | AUT 20  | SUZ 22  |         |        | NC   | 0        |
| 2005年 | VERNO TOKAI DREAM 28 | ヴィーマック・320R        | GT300  | OKA 14  | FSW 13  | SEP 14  | SUG 9   | TRM 6   | FSW Ret | AUT 14  | SUZ 6   |        | 14位 | 12       |
| 2006年 | Cars Tokai Dream28   | ムーンクラフト・紫電      | GT300  | SUZ 6   | OKA 11  | FSW 4   | SEP 4   | SUG 3   | SUZ 5   | TRM 21  | AUT 1   | FSW 12 | 2位  | 89       |
| 2007年 | Cars Tokai Dream28   | ムーンクラフト・紫電      | GT300  | SUZ 2   | OKA 2   | FSW 5   | SEP 11  | SUG 4   | SUZ 1   | TRM 6   | AUT 10  | FSW 3  | 2位  | 89       |
| 2008年 | Cars Tokai Dream28   | ムーンクラフト・紫電      | GT300  | SUZ 2   | OKA 9   | FSW 3   | SEP 5   | SUG 10  | SUZ Ret | TRM 2   | AUT 3   | FSW 11 | 4位  | 68       |
| 2009年 | Cars Tokai Dream28   | ムーンクラフト・紫電      | GT300  | OKA 6   | SUZ     | FSW     | SEP     | SUG     | SUZ     | FSW     | AUT     | TRM    | 20位 | 5        |
| 2010年 | Cars Tokai Dream28   | ムーンクラフト・紫電      | GT300  | SUZ     | OKA     | FSW     | SEP     | SUG     | SUZ 18  | FSW     | TRM     |        | NC   | 0        |
| 2011年 | Cars Tokai Dream28   | ムーンクラフト・紫電      | GT300  | OKA 7   | FSW Ret | SEP 10  | SUG 13  | SUZ 6   | FSW 3   | AUT 4   | TRM 8   |        | 10位 | 32       |
| 2012年 | Cars Tokai Dream28   | ムーンクラフト・紫電      | GT300  | OKA 7   | FSW 2   | SEP DNS | SUG Ret | SUZ 15  | FSW 13  | AUT DNQ | TRM 16  |        | 11位 | 25       |
| 2013年 | Cars Tokai Dream28   | マクラーレン・MP4-12C GT3 | GT300  | OKA Ret | FSW 18  | SEP 15  | SUG 16  | SUZ 18  | FSW 14  | AUT 11  | TRM 17  |        | 25位 | 3        |
| 2014年 | Cars Tokai Dream28   | マクラーレン・MP4-12C GT3 | GT300  | OKA 14  | FSW 7   | AUT 13  | SUG 21  | FSW 12  | SUZ 12  | CHA 15  | TRM 19  |        | 33位 | 4        |
| 2015年 | Cars Tokai Dream28   | ロータス・エヴォーラ MC   | GT300  | OKA 16  | FSW Ret | CHA 11  | FSW 22  | SUZ 7   | SUG Ret | AUT 21  | TRM 13  |        | 24位 | 5        |
| 2016年 | Cars Tokai Dream28   | ロータス・エヴォーラ MC   | GT300  | OKA 17  | FSW 13  | SUG 23  | FSW Ret | SUZ Ret | CHA DNS | TRM 19  | TRM Ret |        | NC   | 0        |
| 2017年 | Cars Tokai Dream28   | ロータス・エヴォーラ MC   | GT300  | OKA 26  | FSW 22  | AUT 24  | SUG Ret | FSW 24  | SUZ 23  | CHA 20  | TRM Ret |        | NC   | 0        |
| 2018年 | Cars Tokai Dream28   | ロータス・エヴォーラ MC   | GT300  | OKA 23  | FSW 23  | SUZ 13  | CHA 12  | FSW 20  | SUG Ret | AUT 21  | TRM 22  |        | NC   | 0        |
| 2019年 | Cars Tokai Dream28   | ロータス・エヴォーラ MC   | GT300  | OKA 14  | FSW 23  | SUZ 23  | CHA 21  | FSW 12  | AUT 23  | SUG 17  | TRM 29  |        | NC   | 0        |

#### ル・マン24時間レース
| 年     | チーム   | コ・ドライバー      | 使用車両              | クラス | 周回 | 総合順位 | クラス順位 |
| ------ | -------- | ------------------- | --------------------- | ------ | ---- | -------- | ---------- |
| 2008年 | TERRAMOS | 寺田陽次郎 加藤寛規 | クラージュ・LC70-無限 | LMP1   | 224  | NC       | NC         |